# 華御事
华御事（？—？），子姓，华氏，名御事，宋国司寇，是华元的父亲，华督的孙子。
前620年夏季四月，宋成公去世时，公子成做右师，公孙友做左师，乐豫做司马，鳞矔做司徒，公子荡做司城，华御事做司寇。前617年，陈共公、郑穆公在息地会见楚穆王。冬季和蔡庄侯驻扎在厥貉，准备打宋国。华御事向宋昭公表示自己亲自迎接楚穆王，以免百姓战乱之苦。